# Фокс, Саманта Карен
Сама́нта Ка́рен Фокс (род. 15 апреля 1966 года, Лондон, Великобритания) — бывшая британская модель и певица жанра данс-поп.

## Ранняя биография
Старшая дочь Патрика Джона Фокса и Кэрол Энн Фокс (урождённой Уилкен), Саманта родилась и выросла в семье рыночных торговцев лондонского Ист-Энда. У неё есть младшая родная сестра Ванесса и единокровная Фредерика от второго брака отца.
В детстве посещала школу имени сэра Томаса Мора, где рано проявила склонности к театру. Впервые вышла на сцену в трёхлетнем возрасте, а с пяти лет занималась в школе актёрского мастерства Анны Шер в Айлингтоне. В 1976 году, в возрасте десяти лет, принимала участие в телевизионной пьесе BBC No Way Out. C 11 лет занималась в Mountview Theatre School Джуди Денч в Крауч-Энде.
Интересуясь музыкой с ранних лет, она в 14 лет стала вокалисткой собственной группы, и через год она уже выпустила первую пластинку под лейблом Lamborghini Records. Музыкальная и сценическая карьера Фокс продолжались и после окончания карьеры модели.

## Карьера модели
В начале 1983 года Кэрол Фокс сделала несколько фотографий своей дочери и отправила их в газету The People, проводившую конкурс начинающих моделей «Face and Shape of 1983». Фотографии понравились жюри и были опубликованы. Вскоре Саманту пригласили на пробы для третьей страницы известной британской газеты The Sun. Родители разрешили ей позировать топлес, и во вторник 22 февраля 1983 года её фотографии вышли в свет. 
Происхождение Фокс из кокни, эффектная внешность блондинки, ослепительная улыбка и немалый объём груди сделали её невероятно популярной моделью Третьей страницы. Вскоре после того как она застраховала свой бюст на сумму в четверть миллиона фунтов, Саманта три года подряд (1984—1986) становилась лучшей моделью третьей страницы. Также она позировала обнажённой для нескольких британских мужских журналов, но снимков крупным планом было сделано немного.
Фокс отошла от «третьестраничной» деятельности в 1986 году, в возрасте 20 лет, к которому уже успела стать британским секс-символом эпохи. В 1995 году она вернулась-таки на третью страницу, но лишь на время её 25-летнего юбилея. После восторженных отзывов читателей она появлялась в рубрике каждый день юбилейной недели, причём последняя — пятничная — фотография была оформлена в виде плаката формата A3. Наконец, в 1996 году она снялась для октябрьского выпуска журнала Playboy. Эти были её последние фотографии в обнажённом виде.
Отец Фокс, Патрик, бывший плотник, был её менеджером до 1991 года, когда она заподозрила его в краже 1 миллиона фунтов стерлингов со своего счёта. Впоследствии (в мае 1995 года) она отсудила у него £363 000. Патрик Фокс скончался в 2000 году; в последние почти 10 лет он ни разу не общался со своей старшей дочерью.
Саманта Фокс, согласно результатам интернет-опроса британской Daily Star, была признана лучшей моделью для Третьей страницы за всё время (до сентября 2008). Став победительницей, она впервые за 12 лет снова появилась топлес в газете, но уже на пятой странице.

## Музыкальная карьера
Первую песню Rockin' With My Radio Саманта исполнила ещё в 1983 году в составе британского проекта S.F.X.
В середине 1980-х годов Фокс начала самостоятельную музыкальную карьеру, выпустив три альбома за 3 года (1986—1988) и работая с такими известными британскими музыкальными продюсерами, как трио Сток-Эйткен-Уотермэн и Фул Форс. Она записала свой сольный дебютный сингл Touch Me (I Want Your Body) в марте 1986 года (в неполные 20 лет), который занял высокие места в хит-парадах по обеим сторонам океана (№ 3 в Великобритании; № 4 в США). Подобного же успеха достигли её хиты Naughty Girls (Need Love Too) (№ 3 в США; № 8 в Канаде) and I Wanna Have Some Fun (№ 8 в США; № 10 в Канаде). В рамках своего первого гастрольного тура по миру она, среди прочего, посетила Боснию и страны бывшего Советского Союза. За всю карьеру Фокс 12 её хитов попадали в число 75 лучших песен Великобритании, из них 8 — в «горячую десятку».
После трёхлетнего перерыва (в 1991 году) Саманта выпустила свой четвёртый альбом Just One Night.
Он представляет собой переработку предыдущего с использованием элементов хип-хопа, а также треки в стиле поп-рока; пользовался особым успехом в Канаде.
В 1995 году Саманта попыталась вернуть былую популярность, участвуя в конкурсе «Song for Europe», британском отборочном соревновании на Евровидение. Она, как вокалистка группы «Sox», исполнила песню Go for the Heart, но заняла лишь 4-е место в голосовании. Песня, тем не менее, была издана и даже стала хитом в Нидерландах.
В 1997 году она выпустила новый альбом 21st Century Fox с песнями в стилях Eurodance и Hi-NRG. В 1998 году Саманта Фокс объединилась с DJ Milano для работы над клубным треком Santa Maria, который занял место в десятке британских хитов, а в Австрии стал первым. В 2004 году, после заметного перерыва, она выпустила ремейк Touch Me (I Want Your Body) вместе с шведским исполнителем Gunther. Песню тепло приняли поклонники клубной музыки во всём мире.
В ноябре 2005 года Фокс выпустила свой последний альбом, Angel with an Attitude, над которым работала в сотрудничестве с продюсером Джо Барукко. В конце августа-начале сентября 2007 года Фокс предприняла турне по Австралии в рамках проекта the Countdown Spectacular 2, выступая с песнями «Do Ya Do Ya (Wanna Please Me)» and Touch Me (I Want Your Body).
24 августа 2008 года Саманта выступила на концерте звёзд 80-х вместе с Ким Уайлд, Сабриной, Сандрой, Томасом Андерсом и другими.
В 2018 году Саманта Фокс выпустила сингл Hot Boy, вышел также видеоклип на эту песню.
Откровенность и раскрепощённость песен в сочетании с роскошной внешностью сделали Саманту Фокс одной из самых сексуальных поп-певиц 1980-х.

## Фильмы с участием Фокс
Публикация её фотографий в Индии принесла ей такую популярность, что её пригласили в болливудский фильм Rock Dancer.
Фокс также снималась в It’s Been Real (автор сценария и режиссёр — Стив Варном (англ. Steve Varnom) и The Match Майкла Дэвиса.
В From Under the Cork Tree содержатся пародии на её песни разных лет; Фокс нашла их довольно остроумными.
В 2008 году Фокс отказалась принимать участие в кастинге шоу EastEnders, мотивируя это своей незаинтересованностью.

## Другое
В 1986 году Саманта Фокс снялась для компьютерной игры «Стрип-покер от Саманты Фокс» (Samantha Fox Strip Poker) для Commodore Amiga, Commodore 64, ZX Spectrum, MSX, BBC Micro и Amstrad CPC.
В 1989 году она была одной из ведущих BRIT Awards, печально известной своим хаосом в прямом эфире. Она провела год в Нью-Йорке, презентуя музыкальные клипы для MTV и занимаясь прочей деятельностью на телевидении, впрочем, не совсем удачно. Саманта Фокс снималась в ситкоме Charles In Charge (5 сезон, 9 серия) в 1990 году, где играла роль выдуманной рок-звезды, отбивавшейся от поклонников.
Карьера певицы «успокоилась», как только она повзрослела, и её песни перестали быть коммерчески выгодными. Но она не перестала работать. В 2003 году она появилась в реалити-шоу The Club, состязаясь с Ричардом Блэквудом и Деном Джеффни в стремлении сделать свой бар в Клубе наиболее прибыльным.

## Личная жизнь
Фокс дважды (в 1986—1987 и 1994) была в близких отношениях с австралийцем Питером Форстером; она называла его «любовью моей жизни». Они усыновили мальчика Саймона, но тот умер, по ошибке выпив бутылку спиртного. Появлялись сообщения о скорой свадьбе Саманты и Питера, но им так и не суждено было пожениться.
В одном из интервью на вопрос о том, как она совмещает карьеру модели с христианскими религиозными убеждениями, она ответила:

Просто. Господь дал мне тело, и я знаю, что оно сделало многих счастливыми. Здесь нет конфликта. Я не распространяю и не буду распространять порнографию. Я не «возрождённая» христианка, я всегда была таковой. Я делаю то, что говорит мне Бог. Моя молитва каждую ночь такова: «Дай мне пойти своим путём и сделать людей счастливыми. Дай мне поступить правильно».
Оригинальный текст (англ.)
Easily. God gave me my body. I know it has made many people happy. There is no conflict there. I don't and have never promoted pornography. I'm not a born-again Christian because I have always been one. I am doing what God wants me to do. My prayer each night is: "Let me go my way and make people happy. Let me do the right thing."

Сомнения в сексуальной ориентации начали особенно усиливаться в 1999 году, когда она согласилась быть судьёй конкурса красоты среди лесбиянок. И многие подумали, что женщина, с которой она жила в то время (австралийка Крис Боначчи, известная как участница Girlschool), была кем-то большим, чем её менеджером.
В феврале 2003 года она сделала заявление насчёт своей личной жизни:

Я не могу всё время говорить «Может быть» или отрицать. Людям пора знать, где моё сердце. Люди не перестают говорить, что я лесбиянка. Я не знаю, кто я. Всё, что я знаю, — я влюблена в Миру [Стрэттон, её менеджера]. Я люблю её до безумия и хочу провести с ней всю свою жизнь.
Оригинальный текст (англ.)
But I can't keep saying, "Maybe", or denying it. It's time to let people know where my heart is. People keep trying to say I'm a lesbian. I don't know what I am. All I know is that I'm in love with Myra [Stratton, her manager]. I love her completely and want to spend the rest of my life with her.

## Благотворительная деятельность
Саманта Фокс выставила свой любимый бюстгальтер на благотворительный аукцион, на котором ожидается ажиотажный спрос среди её фанатов.

## Дискография
- Touch Me (1986)
- Samantha Fox (1987)
- I Wanna Have Some Fun (1988)
- Just One Night (1991)
- Greatest Hits (1992)
- 21st Century Fox (1998)
- Watching You, Watching Me (2002)
- Angel with an Attitude (2005)
- Angel with an Attitude (2007)  — ре-релиз для Австралии с бонусным треком
- Call me (2010) — релиз новой песни Сабрина Салерно и Саманта Фокс, кавер-версия песни группы Blondie